# マッケンジーアレキサンダー
マッケンジー アレキサンダー（MACKENZIE Alexander、1997年10月10日 - ）は、アメリカ合衆国・シアトル出身の日本人ラグビーユニオン選手。

## プロフィール
- 父親がアメリカ人、母親が日本人。生まれは東京都北区田端で、5歳まで日本で暮らした。[1]
- 全米学生優秀選手に選ばれたことがある[2]。

## 略歴
セントラル・ワシントン大学卒業後、2021年、NTTコミュニケーションズ シャイニングアークス東京ベイ浦安に加入。
2022年1月8日に行われたJAPAN RUGBY LEAGUE ONE第1節コベルコ神戸スティーラーズ戦にて途中出場で日本での公式戦に初出場した。同年7月、NTT再編に伴う新チーム浦安D-Rocks選手スコッドに選ばれた。
2025年5月、浦安D-Rocksを退団。